# Geschützter Landschaftsbestandteil Stollenmundloch der ehemaligen Zeche Elend
Der Geschützte Landschaftsbestandteil Stollenmundloch der ehemaligen Zeche Elend mit 0,07 ha Flächengröße liegt südöstlich von Elkeringhausen im Stadtgebiet von Winterberg. Das Gebiet wurde 2008 bei der Aufstellung vom Landschaftsplan Winterberg durch den Kreistag des Hochsauerlandkreises als Geschützter Landschaftsbestandteil (LB) ausgewiesen. Der LB ist umgeben vom Landschaftsschutzgebiet Winterberg.

## Gebietsbeschreibung
Am Westhang des Bergrückens Roth liegt der aufgelassene Stollenmundloch der ehemaligen Erzgrube Zeche Elend. Hinter dem Stollenmundloch folgt ein ca. 30 m langer Stollen der ehemaligen Erzgrube. Der nicht lohnende Erzbergbau wurde 1914 eingestellt. Das Stollenmundloch wurde in jüngerer Zeit gesichert und die Geschichte des Grubenbetriebs auf einer Informationstafel erläutert. Der Stollen hat zumindest potenzielle Bedeutung als Winterquartier für verschiedene Tierartengruppen wie Fledermäuse.

## Gebot
Es wurden im Landschaftsplan das Gebot festgesetzt:
- „Die Geschützten Landschaftsbestandteile sind durch geeignete Pflegemaßnahmen zu erhalten, solange der dafür erforderliche Aufwand in Abwägung mit ihrer jeweiligen Bedeutung für Natur und Landschaft gerechtfertigt ist. Solche Maßnahmen bestehen insbesondere in der fachgerechten Behandlung von Schäden und Wunden, Totholzausastung, Beseitigung von Wurzelbrut und (vorbeugenden) statischen Verbesserungen an Bäumen; bei den Feldgehölzen sind derartige Maßnahmen in der Regel nicht notwendig, sie sollen dann der natürlichen Entwicklung überlassen bleiben.“[1]